# Chris Milk
Pour les articles homonymes, voir Milk.
Chris Milk est un réalisateur américain, spécialisé dans le tournage de spots publicitaires et de clips. Il a notamment collaboré avec U2, Green Day, Kanye West et Gnarls Barkley, et réalisé des publicités pour Nike, Nintendo ou Sprite. Il a remporté en 2008 le prix de « Music video director of the year », remis par la Music Video Production Association.

## Filmographie

### Clips
- The Golden Path ; The Chemical Brothers feat. The Flaming Lips ; 2003
- Walk Tall ; John Mellencamp ; 2004
- Ocean Breathes Salty ; Modest Mouse ; 2004
- Rollover DJ ; Jet ; 2004
- Jesus Walks ; Kanye West ; 2004
- All Falls Down ; Kanye West feat. Syleena Johnson ; 2004
- Mono ; Courtney Love ; 2004
- Doesn't Remind Me ; Audioslave ; 2005
- These Words ; Natasha Bedingfield ; 2005
- The Saints Are Coming ; U2 & Green Day ; 2006
- Gone Daddy Gone ; Gnarls Barkley ; 2006
- Touch the Sky ; Kanye West feat. Lupe Fiasco ; 2006
- Who's Gonna Save My Soul ; Gnarls Barkley ; 2008
- Sound and Vision ; David Bowie's cover by Beck ; 2013

### Spots publicitaires
- Pour Nike, en 2007 : Monument, Practice, Grundy, Leaving, Passion, Nicknames
- Pour Sprite : Extreme Is Dead
- Pour LL Bean : Testing for Life, Mt. Washington, The Search
- Pour Nintendo, en 2001 : Cut Out

NB : la majorité de ces spots n'ont été diffusés qu'aux États-Unis.

### Courts métrages
Dans le cadre du festival One Dream Rush qui s'est tenu à Pékin en 2009, Chris Milk a réalisé un court-métrage intitulé Last Day Dream. D'une durée de 42 secondes, celui-ci se place dans la perspective d'un homme mourant, qui voit défiler sa vie sous forme de flashs.